# 岩間浩
岩間 浩（いわま ひろし、1939年2月27日 - ）は、日本の教育学者。

## 来歴
東京都出身、幼少期に愛知県知多半島の新知に４年間弱滞在。1963年早稲田大学教育学部卒、同大学院文学研究科教育学専攻博士課程中退、芝浦工業短期大学助教授、芝浦工業大学助教授。1983年から89年まで米国に滞在し、1990年ペンシルベニア州立大学で、異文化体験が日本人中学生に及ぼす文化意識の研究でPh.D. を取得。この間３年間、セントラルペンシルヴェニア日本語補修校初代校長。1990年国士舘大学文学部教育学科教授。2010年定年退職、岩間教育科学文化研究所を設立。

## 著書
- 『小さな大使の異文化体験 アメリカの学校・日本語補習校の実際』学苑社 1992
- 『ユネスコ創設の源流を訪ねて 新教育連盟と神智学協会』学苑社 2008
- 『子どもの心理と生涯発達心理学 発達のリズムとともに』学苑社 2010
- 『シュプランガー断章 ドイツの代表的教育学者・哲学者シュプランガーの人物像』岩間教育科学文化研究所 2014

### 共編著
- 『わかちあいの教育 地球時代の「新しい」教育の原理を求めて』山西優二共編著 近代文芸社 1996
- 『空間の感覚』編 丘書房 2002
- 『未来を開く教育者たち シュタイナー・クリシュナムルティ・モンテッソーリ･･･』神尾学編著 今井重孝,金田卓也共著 コスモス・ライブラリー 2005

### 翻訳
- エドゥアルト・シュプランガー『小学校の固有精神 小学校教育の哲学と心理学』槙書房 1981
- エドゥアルト・シュプランガー『教育における意図せざる副次作用の法則』翻訳企画・編集 岩間教育科学文化研究所 2014

## 論文
- Cinii